# Carex pulicaris
Carex pulicaris és una espècie herbàcia de planta del gènere Carex.
És originària d'una zona que va des del nord de la península Ibèrica fins al vessant atlàntic europeu, arribant a Noruega i una localitat d'Islàndia.
Als Pirineus es troba generalment entre els 1800 i 2350 m d'altitud. Fa una gespa laxa i de 5 a 40 cm d'alt. Fa les espigues de maig a agost.
Es troba en rierols torbosos.